# Laréole
Laréole – miejscowość i gmina we Francji, w regionie Oksytania, w departamencie Górna Garonna.
Według danych na rok 1990 gminę zamieszkiwało 114 osób, a gęstość zaludnienia wynosiła 13 osób/km² (wśród 3020 gmin regionu Midi-Pyrénées Laréole plasuje się na 949. miejscu pod względem liczby ludności, natomiast pod względem powierzchni na miejscu 1184.).

## Zabytki

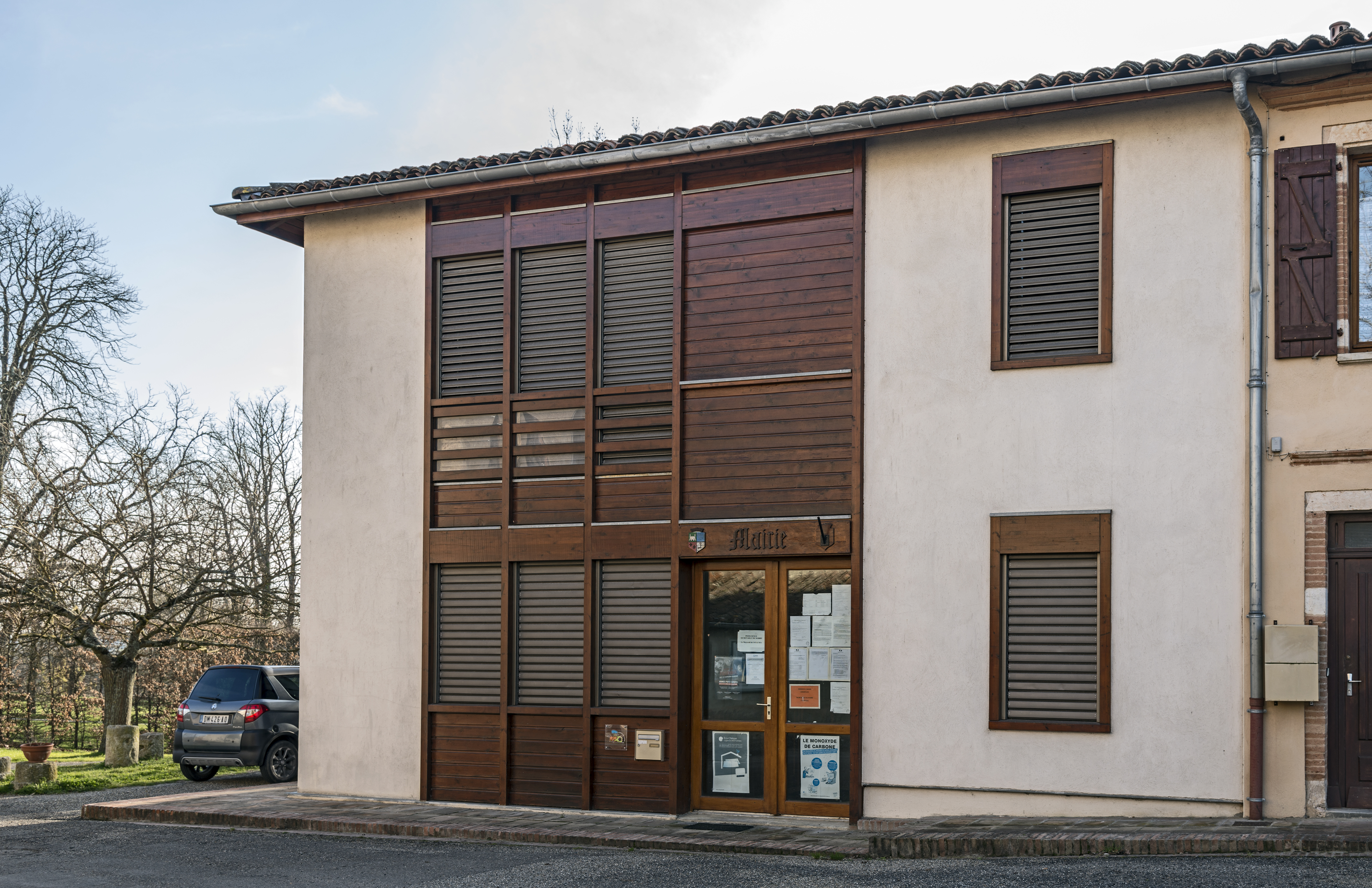
Ratusz;
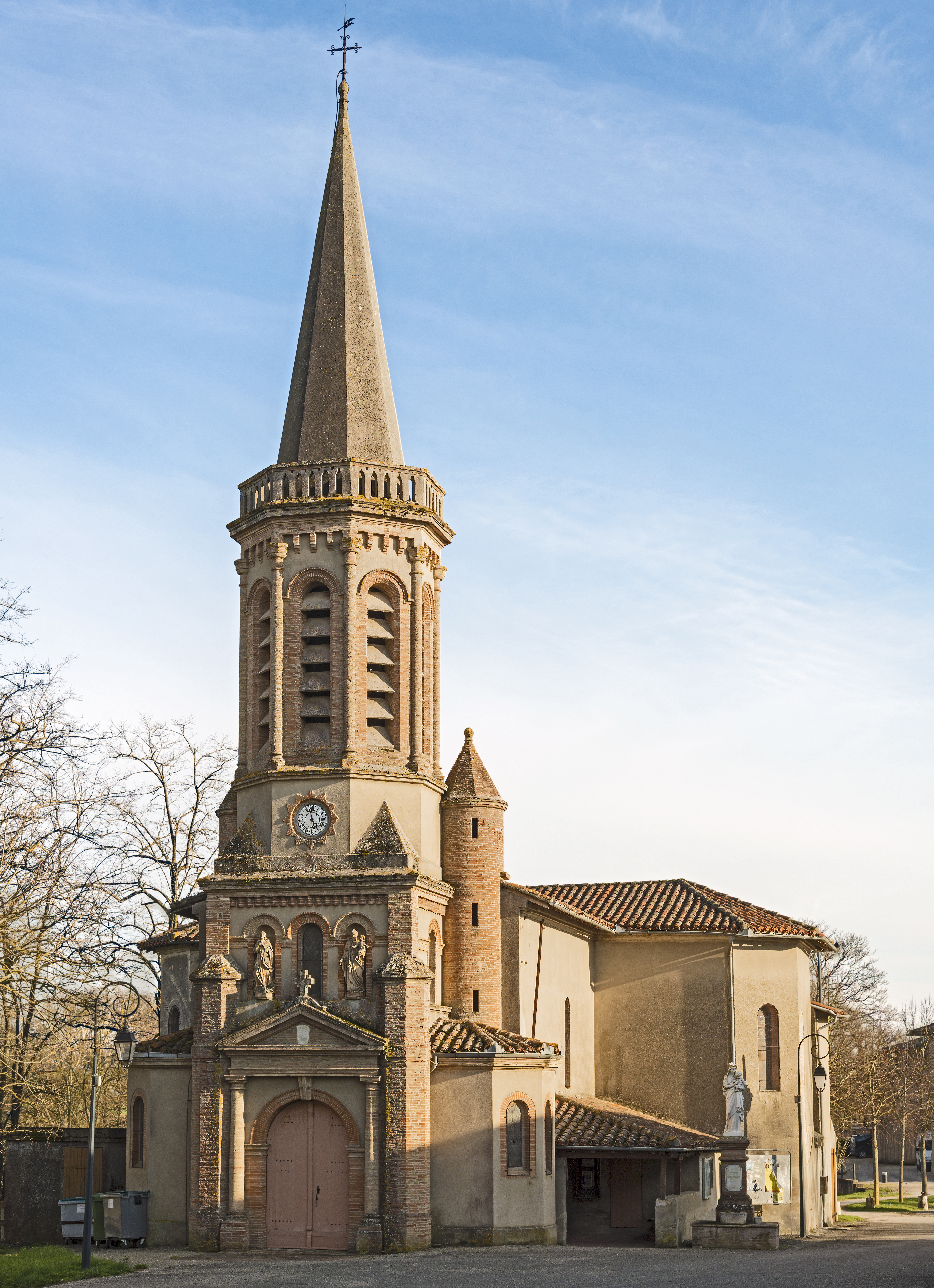
Kościół;
Zamek